# Priorij van Oignies

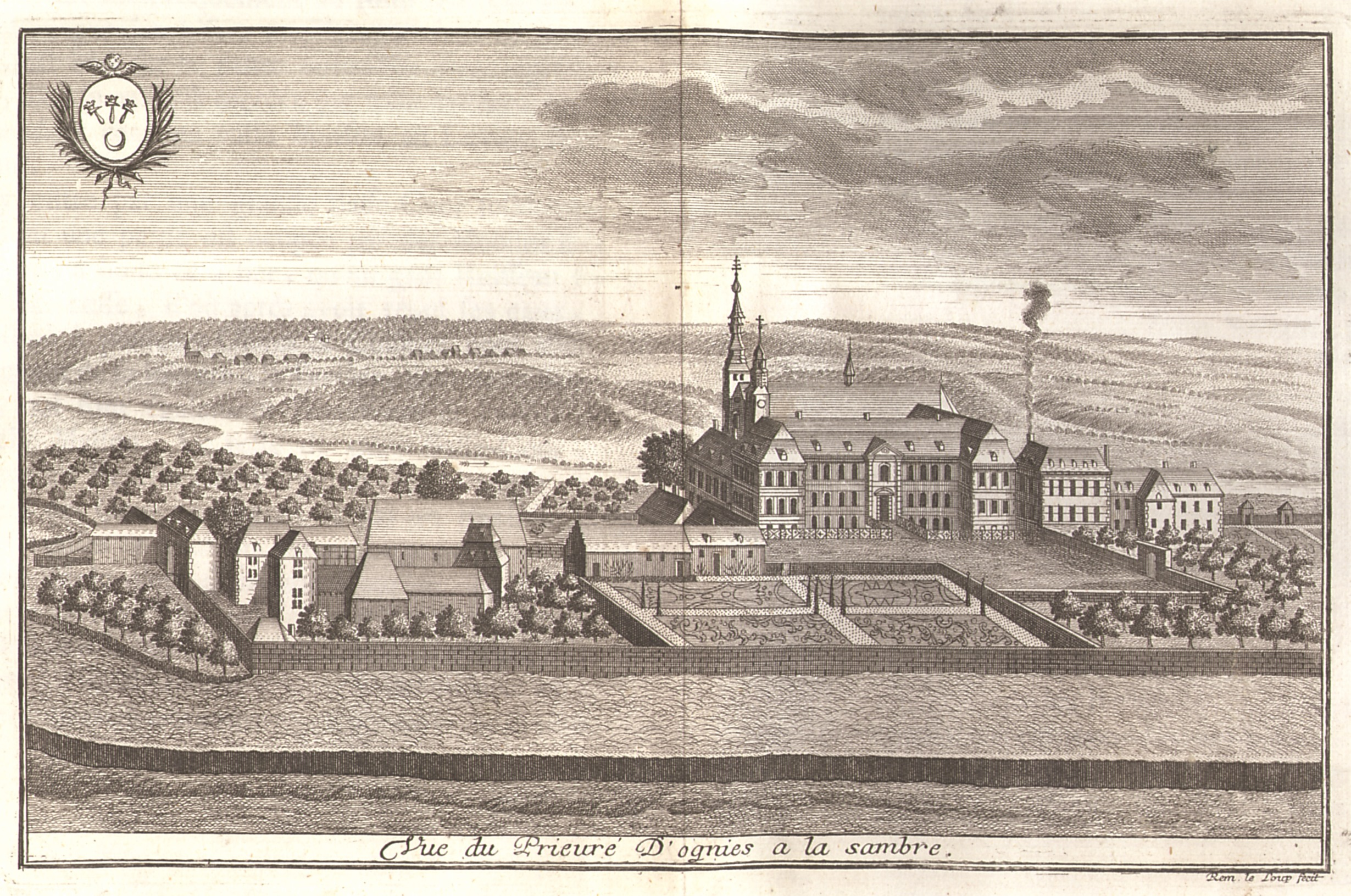
De Priorij van Oignies in de 18e eeuw door Remacle Leloup

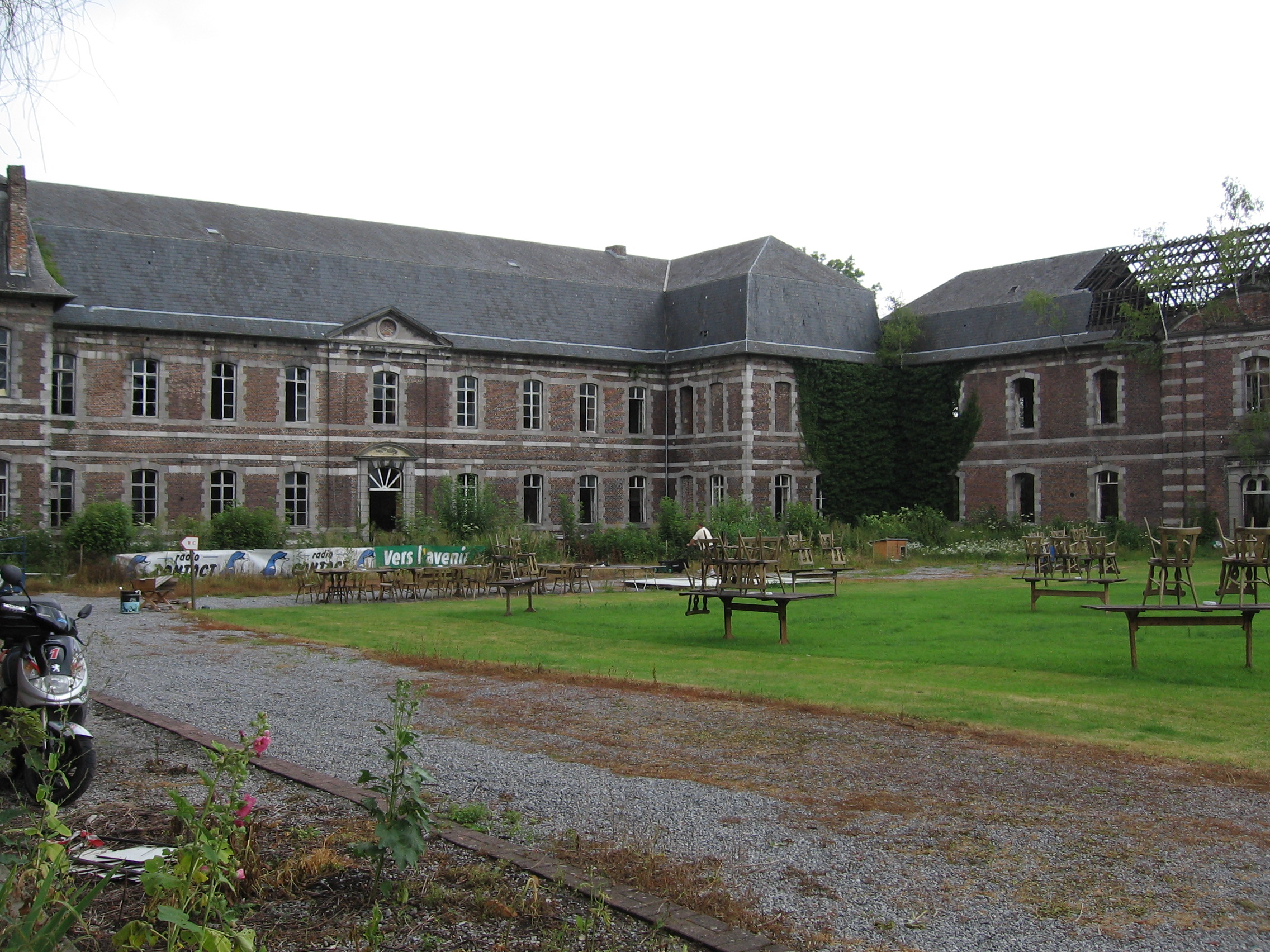
Binnenplaats

De Priorij van Oignies was een klooster in Oignies, een gehucht van Aiseau dat deel uitmaakt van de Belgische gemeente Aiseau-Presles. De naam van de priorij is verbonden met drie personen die er tijdens de 13e eeuw verbleven: Jacob van Vitry (bisschop van Akko), Maria van Oignies die later zalig werd verklaard en Hugo van Oignies, een edelsmid en de maker van de kerkschat van Oignies.

## Ontstaan van de priorij
Drie broers afkomstig uit Walcourt stichtten in 1192 een kloostergemeenschap in Oignies die de regel van Augustinus zou volgen: Gilles die de eerste prior werd en dat 41 jaar bleef, Robert en Jean. Ook hun moeder vestigde zich in Oignies, samen hun jongste broer, de reeds vernoemde Hugo. In het vlakbij gebouwde begijnhof kwam in 1207 Maria van Willambroux (of van Nijvel) aan, die later heilig werd verklaard als Maria van Oignies. Als mystica en ascete maakte ze grote indruk op haar tijdgenoten. Ze ervoer visioenen en extase en haar reputatie trok een nieuwe gast aan, Jacob van Vitry. Zij vroeg hem in te treden als novice in de priorij van Oignies.

## Oignies door de eeuwen heen
Tussen de 13e en 16e eeuw teisterden verschillende branden de gebouwen. De priorij had ook te lijden van de oorlogen in de Zuidelijke Nederlanden. De intussen gebouwde kerk, gewijd aan de heilige Nicolaas, behoorde tot het bisdom Namen. De priorij, die haar hoogtepunt kende in de 17e eeuw, werd gesloten bij de afschaffing van de kerkelijke instituten door de Franse revolutionairen en werd verkocht als nationaal goed. Men besloot in 1794 de kerkschat in te metselen in de muur van de boerderij van de familie Moussiaux in Falisolle. De nieuwe eigenaar van de gebouwen liet de kerk en de priorij in 1836 afbreken. In 1839 liet de Belgische senator François Houtart-Cossée hier een glasfabriek installeren (Manufacture des Glaces de Sainte-Marie d'Oignies) die ongeveer duizend mensen te werk stelde en actief bleef tot 1931.
In 2018 werd een project op de site gestart voor de bouw van 116 kamers voor senioren.